# ESP8266
ESP8266 és un xip o circuit integrat monolític de baix cost i alta integració SoC amb les següents prestacions: microprocessador, pila TCP/IP completa, connectivitat Wi-Fi i múltiples ports E/S disponibles, dissenyat per l'empresa xinesa Espressif Systems.
El ESP8285 és una versió del ESP8266 amb 1 MiB de memòria flaix interna, de manera que permet dissenys funcionals amb un únic integrat.
El successor d'aquest microcontrolador és el ESP32, creat el 2016.

## Característiques generals
- CPU d'arquitectura RISC de 32-bit: tipus Tensilica Xtensa LX106 corrent a 80 MHz
- 64 KiB d'instruccions de RAM, 96 KiB de dades de RAM
- Memòria externa QSPI flaix - de 512 KiB fins a 4 MiB (màxim de 16 MiB)
- Wi-Fi tipus IEEE 802.11b, IEEE 802.11g i IEEE 802.11n. Només la banda ISM de 2.4 GHz.

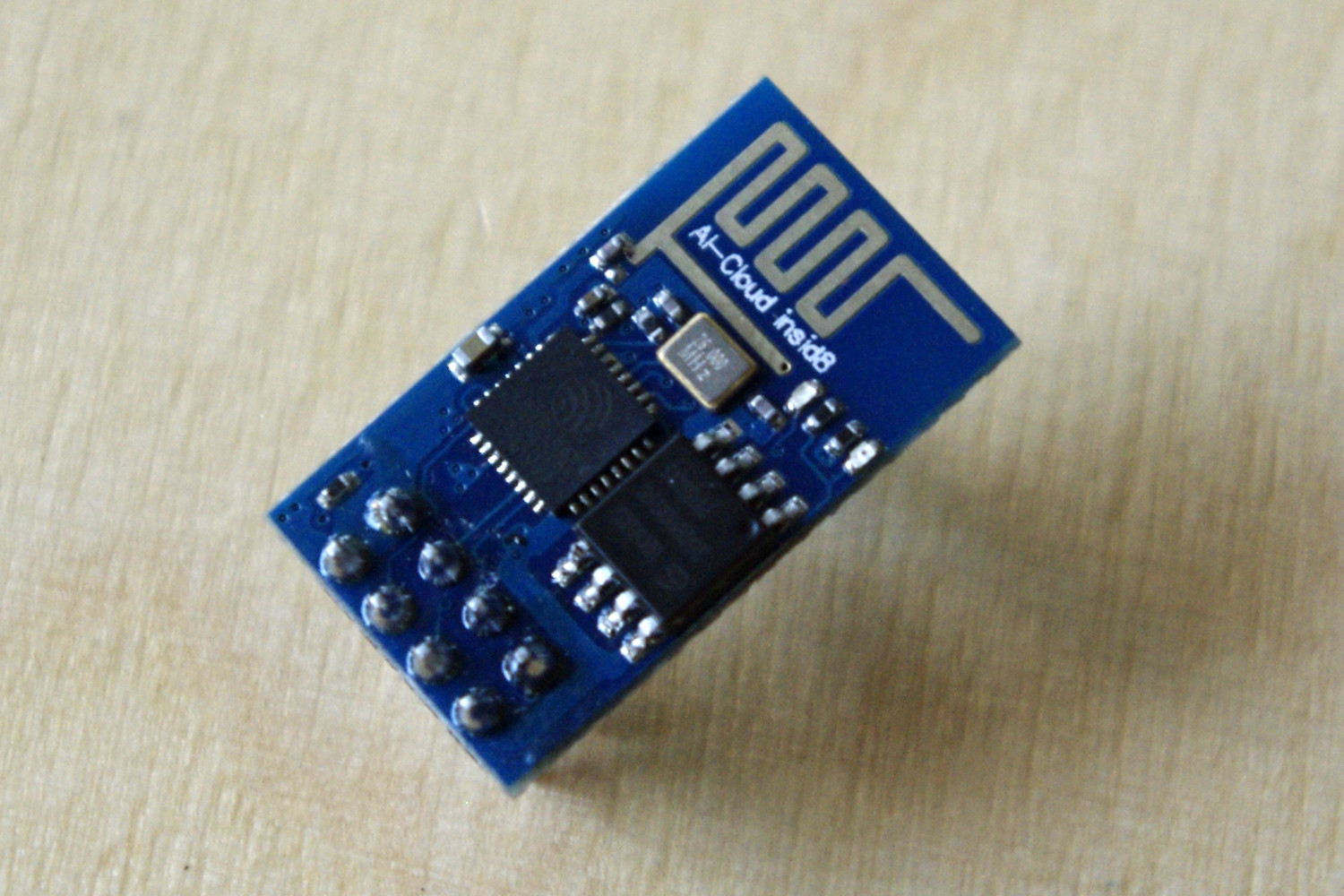
Fig.1 Exemple de mòdul amb l'ESP8266

  - Fig.1 Exemple de mòdul amb l'ESP8266Integra el commutador TR, balun, amplificador de baix soroll LNA, l'amplificador de potència RF i l'adaptació d'impedàncies.
  - Xarxes obertes o amb autenticació WEP o WPA/WPA2.
- 16 potes genèriques d'E/S.
- Connectivitat amb busos UART, SPI, I²C,
- Connectivitat amb bus I²S amb canal DMA (compartit amb E/S)
- 1 ADC de 10 bits.
- Suporta funcionalitat OTA.

## Característiques Wi-Fi
- Wi-Fi tipus IEEE 802.11b, IEEE 802.11g i IEEE 802.11n. També IEEE 802.11e i IEEE 802.11i.
- Mode de configuracíó Wi-Fi Direct.
- Funcionalitats P2P: Discovery, modes GO(Group Owner) i GC(Group Client) i manegament de potència.
- Arquitectura de xarxa en modes: estació infraestructura BSS, P2P o Ad hoc i SoftAP.
- Acceleradors via maquinari per a realitzar les encriptacions CCMP, TKIP, WAPI, WEP, CRC.
- Criptografia WPA/WPA2 PSK i controlador WPS.
- Normativa TSN.
- Interfície a diferents esquemes d'autenticació : TLS, PEAP, LEAP, SIM, AKA.
- Suporta MIMO 1x1 i 2x1, STBC, A-MPDU i A-MSDU (agregació de trames i interval de guarda de 0,4 microsegons).